# Armadillo (vehículo blindado)
El Vehículo Blindado (ARMADILLO) es un prototipo para operaciones Urbanas policiales contra Drogas, Enfrentamientos, Escolta a Blindados de Valores y apoyo rápido. Este vehículo está planeado para dotar a la FAES (Fuerza De Acciones Especiales) de la PNB (Policía Nacional Bolivariana) de dicho país (Venezuela), y apoyar las operaciones de dicha FFEE (Fuerza Especial) así mismo como transportarlos hacia el aérea en específico. 
Este proyecto surge de unas serias necesidades de este grupo en 2015, después de notar que los actuales vehículos utilizados (Toyota Tundra, Toyota Land Cruiser y Norinco VN-4) les faltaba mejor protección así mismo como agilidad y velocidad, para poder transitar en los Barrios de Caracas. Este vehículo está montado sobre un Chasis de (Toyota Land Cruiser L70 Año 2015), pero con muchas mejoras tanto de Blindaje, así como Motor y Transmisión. Actualmente se han fabricado aproximadamente (08) Blindados de este tipo. (Según) un Agente del FAES. 
El vehículo es fácil de transportar y maniobrar debido a su tamaño más pequeño, está configurado para Transportar de manera segura y cómoda a 8 Comandos. 
Un sistema de aire acondicionado auxiliar y un ventilador de extracción para una ventilación rápida y la recirculación del aire también mejora el entorno de los pasajeros, especialmente en climas más cálidos. El vehículo está equipado con dos escotillas de escape y portales de protección de perímetro. Al estar basado en la plataforma Toyota Land Cruiser L70, este APC tiene una gran disponibilidad de piezas de repuesto, así como costos de mantenimiento y operación rentables, por lo que es una opción ideal para flotas más grandes en áreas remotas. El motor diésel V8 4.5L turboalimentado produce 317 pies lbs. de torque y 202 caballos de fuerza, haciendo de este un vehículo de transporte eficiente y ágil, listo para escapar rápidamente cuando sea necesario. Está destinado para Operaciones Urbanas e intervenciones de Alto Riesgo.
- Datos: Q48789757